# A.S.D. U.S. Scafatese Calcio
Đừng nhầm lẫn với SS Scafatese Calcio 1922, một đội Eccellenza được thành lập vào năm 1922 đã chơi ở Serie B và có trụ sở tại cùng thành phố.
Associazione Sportiva Dilettantistica Unione Sportiva Scafatese Calcio là một câu lạc bộ bóng đá Ý đến từ Scafati, Campania.

## Lịch sử

### Thành lập
Câu lạc bộ được thành lập vào năm 2010 với tên ASD Virtus Scafatese 2010 và năm 2014 nó được đổi tên với tên hiện tại.

### Serie D
Trong mùa giải 2013-14, đội đã chơi với đồng hương của SS Scafatese Calcio 1922 và lần đầu tiên được thăng hạng, từ Eccellenza Campania/B đến Serie D.

## Màu sắc và huy hiệu
Màu sắc của nó là xanh vàng.